# Список керівників держав 207 року
В даній статті представлені керівники державних утворень. Також фрагментарно зазначені керівники нижчих рівнів. З огляду на неможливість точнішого датування певні роки володарювання наведені приблизно.
Список керівників держав 207 року — це перелік правителів країн світу 207 року.
Список керівників держав 207 року — 207 рік — Список керівників держав 208 року — Список керівників держав за роками

## Європа
- Боспорська держава — цар Савромат II (174-210)
- Ірландія — верховний король Лугайд мак Кон (195-225)
- Римська імперія
  - імператор Септимій Север (193-211)
    - консул Луций Анній Максим (207)
    - консул Гай Септимій Север Апер (207)
      - Британія — Луцій Альфен Сенецій (205-207)
      - Верхня Германія — Квінт Айацій Модест Кресцентіан (206-209)
      - Нижня Мезія — Луцій Юлій Фаустиніан (207-210)

## Азія
- Близький Схід
  - Бану Джурам (Мекка) — шейх Амр ібн Рабіа (206/207-215)
  - Велика Вірменія — цар Хосров I (198-217)
- Іберійське царство — цар Рев I Справедливий (189-216)
- Індія
  - Кушанська імперія — великий імператор Васудева I (191-225)
  - Царство Сатаваханів — магараджа Шрі Яджня Сатакарні Сатавахана (178-207); Віджая Сатавахана (207-213)
  - Західні Кшатрапи — Рудрасана I (200-222)
  - Чера — Янаікат-сей Мантаран Черал (201-241)
- Китай
  - Династія Хань — імператор Лю Сє (189-220)
    - шаньюй південних хунну Хучуцюань (195—216)
    - володар держави сяньбі Куйтоу (190—205/210)
- Корея
  - Когурьо — тхеван (король) Сансан (197-227)
  - Пекче — король Керу Чхого (166-214)
  - Сілла — ісагим (король) Нехе (196-230)
  - Осроена — Абгар IX (177-212)
- Персія
  - Парфія — шах Вологез IV (191/192-208)
- Сипау (Онг Паун) — Сау Кам К'яу (127-207?); Пау Ай П'яу (207-237)
- Харакена — цар Мага (195-210)
- плем'я Хунну — шаньюй Хучуцюань (195-215)
- Японія — Імператриця Дзінґу (201-269)
  - Азія — Квінт Тіней Сацердот (206-207)
  - Аравія Петрейська — Луцій Марій Перпетв (між 200 й 207)
  - Келесирія — Луцій Марій Максим Перпетв Авреліан (207-209)
- Ліньї — Шрі Мара (192—220)

## Африка
- Аксумське царство — Елла Азгуагуа (141-218)
- Царство Куш — цар Аріесебохе (194-209)
  - Єгипет — Тиберій Клавдій Субатіан Аквіла (206-210)